# Trolejbusy w Gdańsku
Trolejbusy w Gdańsku – niezrealizowany pomysł wprowadzenia komunikacji trolejbusowej w Gdańsku.
Pojawienie się planów wprowadzenia trolejbusów w Gdańsku było spowodowane wybuchem II wojny światowej i wprowadzeniem wielu ograniczeń i oszczędności dla funkcjonującej komunikacji tramwajowej. Materiały powszechnie stosowane w tramwajach takie jak miedź czy mosiądz stały się nieosiągalne, ponieważ w pierwszej kolejności przeznaczone były na potrzeby armii. Z powodu braku szyn zaprzestano ich wymiany.
W 1942 roku powstała spółka akcyjna Verkehrsbetriebe Danzig-Gothenhafen AG (Zakłady Komunikacyjne Gdańsk – Gdynia SA), która planowała likwidację linii tramwajowej do Siedlec i do Oruni oraz zastąpienie ich trolejbusami. W tym celu zamówiono 10 trolejbusów Henschel z przyczepami. Podwozia do pojazdów dostarczyło niemieckie przedsiębiorstwo Henschel. Osprzęt elektryczny oraz silniki elektryczne o mocy 45 kW wyprodukowało przedsiębiorstwo AEG, a nadwozia do trolejbusów oraz przyczep wykonała Gdańska Fabryka Wagonów.
W ostateczności zrezygnowano z wprowadzenia komunikacji trolejbusowej w Gdańsku, a zakupione trolejbusy przeznaczono dla pierwszej linii trolejbusowej w Gdyni uruchomionej 18 września 1943 roku.

## XXI wiek
W 2006 roku pojawiły się koncepcje budowy linii trolejbusowej od pętli w Sopocie do pętli tramwajowej w Oliwie. Aby nie przecinać trakcji tramwajowej, linia miałaby mieć przebieg Sopot: Niepodległości → Gdańsk ul. Czyżewskiego → Stary Rynek Oliwski → Opata Rybińskiego → Oliwa Pętla. Pętla trolejbusowa w Gdańsku miałaby znajdować się najprawdopodobniej na Placu Inwalidów.
1 października 2018 wybrane kursy linii trolejbusowej nr 31, obsługiwane przez trolejbusy z napędem akumulatorowym, skierowane zostały do przystanku Sopot Ergo Arena. Oznacza to, że na niewielkim fragmencie linia ta została poprowadzona przez terytorium Gdańska.